# Argelia (Antioquia)
Argelia – miasto w Kolumbii, w departamencie Antioquia.